# Symmachia pardalia
Espèce
Symmachia pardalia est un insecte lépidoptère appartenant à la famille  des Riodinidae et au genre Symmachia.

## Taxonomie
Symmachia pardalia a été décrit par Hans Ferdinand Emil Julius Stichel en 1924.

## Écologie et distribution
Symmachia pardalia est présent au Pérou.

### Protection
Pas de statut de protection particulier.